# Achtergrondzang
Achtergrondzang is de zangpartij(en) in de achtergrond (als begeleiding) bij optredens of muziekopnamen. Een achtergrondkoor bestaat uit meerdere individuen die de achtergrondzang verzorgen. Vaak wordt de Engelse term "Background vocal(s)" of "Backing vocal(s)" gebruikt.
Veel bands maken er gebruik van en een aantal bekende artiesten is ooit als achtergrondzanger begonnen.
Sommige artiesten nemen hun eigen achtergrondzang op; dit is het zogenaamde "overdubben". In genres als rock en metal vervullen achtergrondzangers vaak ook de rol van de muzikant. Ze spelen en zingen dan tegelijkertijd. Ook bands als The Beach Boys en The Beatles maakten gebruik van dit concept. In sommige pop- en hiphopgroepen en in het muziektheater vervullen achtergrondzangers en -zangeressen tevens een rol als danser of danseres.